# العلاقات الكرواتية النيبالية
العلاقات الكرواتية النيبالية هي العلاقات الثنائية التي تجمع بين كرواتيا ونيبال.

## مقارنة بين البلدين
هذه مقارنة عامة ومرجعية للدولتين:
| وجه المقارنة                                              | كرواتيا                                                  | نيبال                             |
| --------------------------------------------------------- | -------------------------------------------------------- | --------------------------------- |
| المساحة (كم2)                                             | 56.59 ألف                                                | 147.18 ألف                        |
| عدد السكان (نسمة)                                         | 4.11 مليون                                               | 29.40 مليون                       |
| الكثافة السكانية (ن./كم²)                                 | 72.63                                                    | 199.76                            |
| العاصمة                                                   | زغرب                                                     | كاتماندو                          |
| اللغة الرسمية                                             | اللغة الكرواتية                                          | اللغة النيبالية                   |
| العملة                                                    | كونا كرواتية                                             | روبية نيبالية                     |
| الناتج المحلي الإجمالي (بليون دولار)                      | 54.85 مليار                                              | 24.47 مليار                       |
| الناتج المحلي الإجمالي (تعادل القوة الشرائية) بليون دولار | 94.64 مليار                                              | 70.20 مليار                       |
| الناتج المحلي الإجمالي الاسمي للفرد دولار أمريكي          | 11.54 ألف                                                | 743                               |
| الناتج المحلي الإجمالي للفرد دولار أمريكي                 | 21.64 ألف                                                | 2.37 ألف                          |
| مؤشر التنمية البشرية                                      | 0.818                                                    | 0.548                             |
| رمز المكالمات الدولي                                      | +385                                                     | +977                              |
| رمز الإنترنت                                              | .hr                                                      | .np                               |
| المنطقة الزمنية                                           | توقيت وسط أوروبا، ت ع م+01:00، ت ع م+02:00، أوروبا/زغرب ‏ | UTC+05:45، التوقيت الموحد لنيبال ‏ |

## منظمات دولية مشتركة
يشترك البلدان في عضوية مجموعة من المنظمات الدولية، منها:
| علم المنظمة | اسم المنظمة                               | تاريخ انضمام كرواتيا | تاريخ انضمام نيبال |
| ----------- | ----------------------------------------- | -------------------- | ------------------ |
|             | مؤسسة التنمية الدولية                     | 25 فبراير 1993       | 6 مارس 1963        |
|             | يونسكو                                    | 1 يونيو 1992         | 1 مايو 1953        |
|             | مؤسسة التمويل الدولية                     | 25 فبراير 1993       | 7 يناير 1966       |
|             | منظمة حظر الأسلحة الكيميائية              | ?                    | ?                  |
|             | الأمم المتحدة                             | 22 مايو 1992         | 14 ديسمبر 1955     |
|             | منظمة الشرطة الجنائية الدولية             | ?                    | ?                  |
|             | البنك الدولي للإنشاء والتعمير             | 25 فبراير 1993       | 6 سبتمبر 1961      |
|             | الاتحاد البريدي العالمي                   | ?                    | ?                  |
|             | المركز الدولي لتسوية المنازعات الاستشارية | 22 أكتوبر 1998       | 6 فبراير 1969      |
|             | وكالة ضمان الاستثمار متعدد الأطراف        | 19 مارس 1993         | 9 فبراير 1994      |
|             | منظمة التجارة العالمية                    | ?                    | ?                  |
|             | الفريق المعني برصد الأرض                  | ?                    | ?                  |

## وصلات خارجية
- موقع وزارة الخارجية الكرواتية
- موقع وزارة الخارجية النيبالية